# El Espino (Panama)
El Espino è un comune (corregimiento) della Repubblica di Panama situato nel distretto di San Carlos, provincia di Panama. Si estende su una superficie di 34,9 km² e conta una popolazione di 1.847 abitanti (censimento 2010).